# DDR-Leichtathletik-Meisterschaften 1978
Die DDR-Leichtathletik-Meisterschaften wurden 1978 zum 29. Mal ausgetragen und fanden vom 30. Juni bis 2. Juli im Leipziger Zentralstadion statt und dienten gleichzeitig als letzte Qualifikation für die Ende August ausgetragenen Europameisterschaften in Prag. Erstmals mit auf dem Programm standen bei den Frauen der 400-Meter-Hürdenlauf.
Bei den Männern gelang es acht Athleten (Ray (100 m), Straub (1500 m), Peter (5000 m), Munkelt (110 m Hürden), Beilschmidt (Hoch), Beyer (Kugel), Schmidt (Diskus) und Hanisch (Speer) sowie der Staffel des ASK Vorwärts Potsdam (4 × 400 m)) ihren Titel aus dem Vorjahr zu verteidigen, was bei den Frauen sechs Athletinnen (Göhr (100 m), Koch (400 m), Lehmann (3000 m), Klier (100 m Hürden), Jahl (Diskus) und Fuchs (Speer) sowie der Staffel vom SC Motor Jena (4 × 100 m)) gelang.
Für die sportlichen Höhepunkte am Freitagabend sorgten Roland Steuk im Hammerwurf und Udo Beyer im Kugelstoßen, in dem sie ihre eigenen DDR-Rekorde verbesserten. Der 19-jährige Steuk stellte zugleich eine neue Junioren-Weltbestleistung auf. Rolf Beilschmidt egalisierte dann am Samstag seinen eigenen DDR-Rekord im Hochsprung. Am Sonntag stellte die 21-jährige Marita Koch einen neuen Weltrekord im 400-Meter-Lauf auf und die Männer vom SC DHfK Leipzig sprinteten zum neuen DDR-Rekord für Klubstaffeln über 4-mal 100 Meter.
Die Ehrenpreise des Generalsekretärs des ZK der SED und Vorsitzenden des Staatsrates der DDR, Erich Honecker, für die beste Leistung der Meisterschaften erhielten bei den Frauen Marita Koch und bei den Männern Udo Beyer.
Wie üblich wurden aus zeitlichen oder organisatorischen Gründen verschiedene Wettbewerbe aus dem Programm der in Leipzig stattfindenden Hauptveranstaltung ausgelagert und an andere Orte zu anderen Terminen vergeben. In diesem Jahr waren dies der Marathonlauf, die Wettbewerbe im Gehen, der Fünfkampf (Frauen) sowie der Zehnkampf (Männer) und wie jedes Jahr die Crossläufe.
Bei diesen Wettbewerben konnte Hans-Henning Bräutigam auf der Langstrecke im Crosslauf seinen Titel aus dem Vorjahr verteidigen und der Berliner Roland Wieser sicherte sich beide Titel im Gehen.
Die Jenaer Sprinterin Marlies Göhr wurde mit insgesamt drei Goldmedaillen die erfolgreichste Athletin dieser Meisterschaften. Bei den Männern gewann neben Geher Roland Wieser auch der Leipziger Thomas Munkelt zwei Goldmedaillen. Mit insgesamt 6 Gold-, 5 Silber- und 7 Bronzemedaillen war der SC Motor Jena die erfolgreichste Mannschaft der Meisterschaften, gefolgt vom SC Dynamo Berlin die 6 Gold-, 4 Silber- und 5 Bronzemedaillen gewannen.

## Hauptveranstaltung

### Männer

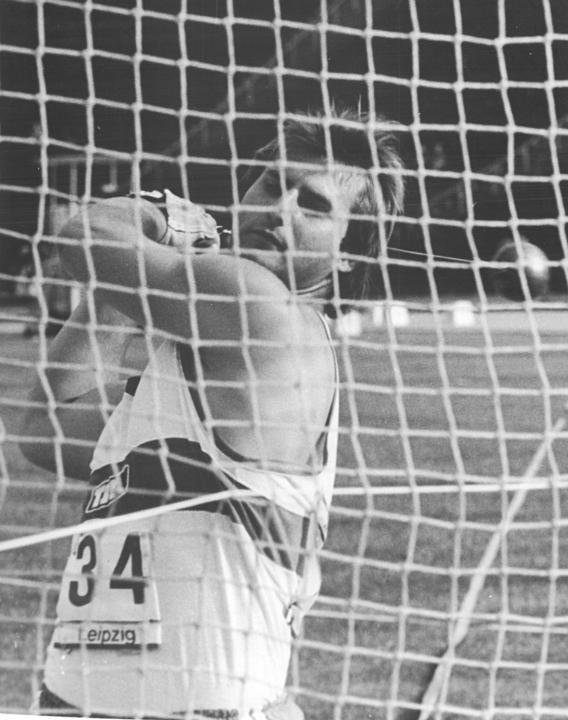
Mit 78,14 m stellte Hammerwerfer Roland Steuk einen neuen DDR-Rekord und eine neue Junioren-Weltbestleistung auf.

| Disziplin        | Gold                                                                        | Gold        | Silber                                                                | Silber      | Bronze                                                                              | Bronze      |
| 0100 m           | Eugen Ray SC Chemie Halle                                                   | 10,29 s     | Alexander Thieme SC Karl-Marx-Stadt                                   | 10,42 s     | Manfred Kokot SC DHfK Leipzig                                                       | 10,45 s     |
| 0200 m           | Olaf Prenzler SC Magdeburg                                                  | 20,89 s     | Klaus Thiele ASK Vorwärts Potsdam                                     | 21,15 s     | Klaus-Dieter Kurrat ASK Vorwärts Potsdam                                            | 21,24 s     |
| 0400 m           | Frank Richter SC DHfK Leipzig                                               | 45,91 s     | Frank Schaffer ASK Vorwärts Potsdam                                   | 46,00 s     | Gunter Arnold ASK Vorwärts Potsdam                                                  | 46,07 s     |
| 0800 m           | Detlef Wagenknecht SC Dynamo Berlin                                         | 1:45,8 min  | Jürgen Straub ASK Vorwärts Potsdam                                    | 1:46,1 min  | Olaf Beyer ASK Vorwärts Potsdam                                                     | 1:46,3 min  |
| 1500 m           | Jürgen Straub ASK Vorwärts Potsdam                                          | 3:39,4 min  | Andreas Bäsig SC Cottbus                                              | 3:41,1 min  | Jörg Peter SC Einheit Dresden                                                       | 3:43,1 min  |
| 5000 m           | Jörg Peter SC Einheit Dresden                                               | 13:27,0 min | Manfred Kuschmann SC Chemie Halle                                     | 13:34,4 min | Klaus-Peter Justus SC Motor Jena                                                    | 13:43,8 min |
| 010.000 m        | Karl-Heinz Leiteritz SC Einheit Dresden                                     | 28:57,2 min | Dietmar Knies HSG Uni Jena                                            | 29:05,4 min | Hans-Joachim Truppel SC Motor Jena                                                  | 29:12,5 min |
| 110 m Hürden     | Thomas Munkelt SC DHfK Leipzig                                              | 13,68 s     | Thomas Dittrich SC Karl-Marx-Stadt                                    | 14,13 s     | Axel Pannicke TSC Berlin                                                            | 14,18 s     |
| 400 m Hürden     | Manfred Konow SC Traktor Schwerin                                           | 50,65 s     | Hans-Ulrich Ludwig SC Motor Jena                                      | 50,82 s     | Mathias Schulz SC Turbine Erfurt                                                    | 52,09 s     |
| 3000 m Hindernis | Gerhard Wetzig SC DHfK Leipzig                                              | 8:34,0 min  | Hagen Melzer SC Einheit Dresden                                       | 8:38,7 min  | Andreas Garack SC Cottbus                                                           | 8:58,5 min  |
| 4 × 100 m        | SC DHfK Leipzig Frank Rische Matthias Pohle Manfred Kokot Thomas Munkelt    | 39,61 s     | SC Magdeburg Andreas Knebel Olaf Prenzler Andreas Kühne Lutz Jaenicke | 39,71 s     | ASK Vorwärts Potsdam Uwe Barucha Klaus-Dieter Kurrat Christian Neubert Klaus Thiele | 39,84 s     |
| 4 × 400 m        | ASK Vorwärts Potsdam Gunter Arnold Reinhard Kokot Frank Schaffer Olaf Beyer | 3:09,37 min | SC Cottbus Michael Schneider Frank Kuhlee Udo Bauer Olaf Weiß         | 3:11,40 min | SC DHfK Leipzig Andreas Neuber Frank Richter Frank Siebeck Andreas Stolle           | 3:12,68 min |
| Hochsprung       | Rolf Beilschmidt SC Motor Jena                                              | 2,31 m      | Henry Lauterbach SC Turbine Erfurt                                    | 2,28 m      | Edgar Kirst SC Dynamo Berlin                                                        | 2,19 m      |
| Stabhochsprung   | Wolfgang Reinhardt SC Chemie Halle                                          | 5,20 m      | Joachim Krumpolt SC Einheit Dresden                                   | 5,00 m      | Dirk Eckardt SC Motor Jena                                                          | 4,80 m      |
| Weitsprung       | Frank Paschek TSC Berlin                                                    | 7,87 m      | Frank Wartenberg SC Chemie Halle                                      | 7,83 m      | Bernd Heiland SC Neubrandenburg                                                     | 7,78 m      |
| Dreisprung       | Lothar Gora ASK Vorwärts Potsdam                                            | 16,06 m     | Hans-Dieter Haberland SC Magdeburg                                    | 16,02 m     | Holk Natzmer SC Dynamo Berlin                                                       | 15,92 m     |
| Kugelstoßen      | Udo Beyer ASK Vorwärts Potsdam                                              | 21,89 m     | Gerald Bergmann SC Neubrandenburg                                     | 20,30 m     | Matthias Schmidt SC Motor Jena                                                      | 20,22 m     |
| Diskuswurf       | Wolfgang Schmidt SC Dynamo Berlin                                           | 64,80 m     | Wolfgang Warnemünde SC Empor Rostock                                  | 62,06 m     | Armin Lemme SC Magdeburg                                                            | 60,16 m     |
| Hammerwurf       | Roland Steuk TSC Berlin                                                     | 78,14 / m   | Detlef Gerstenberg SC Dynamo Berlin                                   | 76,94 m     | Jochen Sachse SC Karl-Marx-Stadt                                                    | 73,78 m     |
| Speerwurf        | Wolfgang Hanisch SC Chemie Halle                                            | 87,16 m     | Detlef Michel TSC Berlin                                              | 84,32 m     | Axel Katterle ASK Vorwärts Potsdam                                                  | 82,02 m     |

### Frauen

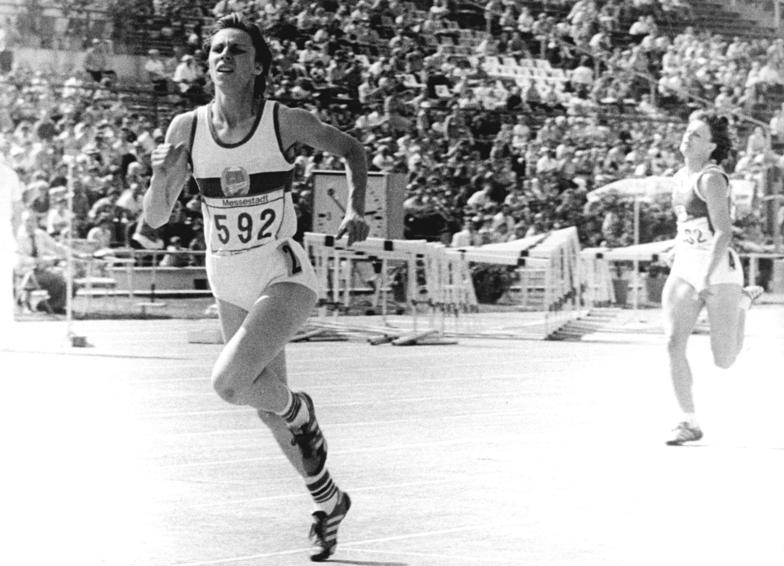
Marita Koch lief Weltrekord über 400 m in 49,19 s. Hinter der neuen Titelträgerin wurde Christina Brehmer Zweite in 50,15 s.

| Disziplin    | Gold                                                                           | Gold        | Silber                                                                            | Silber      | Bronze                                                                     | Bronze      |
| 0100 m       | Marlies Göhr SC Motor Jena                                                     | 11,10 s     | Monika Hamann SC Neubrandenburg                                                   | 11,37 s     | Sybille Pfennig SC Karl-Marx-Stadt                                         | 11,42 s     |
| 0200 m       | Marlies Göhr SC Motor Jena                                                     | 22,61 s     | Carla Bodendorf SC Magdeburg                                                      | 22,87 s     | Bärbel Lockhoff TSC Berlin                                                 | 22,89 s     |
| 0400 m       | Marita Koch SC Empor Rostock                                                   | 49,19 s     | Christina Brehmer SC Dynamo Berlin                                                | 50,15 s     | Barbara Krug SC DHfK Leipzig                                               | 51,36 s     |
| 0800 m       | Anita Weiß SC Neubrandenburg                                                   | 1:58,6 min  | Martina Kämpfert TSC Berlin                                                       | 1:59,3 min  | Hildegard Ullrich SC Turbine Erfurt                                        | 1:59,7 min  |
| 1500 m       | Ulrike Bruns SC Cottbus                                                        | 4:02,0 min  | Waltraud Strotzer SC Motor Jena                                                   | 4:06,1 min  | Gabriele Lehmann SC Cottbus                                                | 4:08,9 min  |
| 3000 m       | Gabriele Lehmann SC Cottbus                                                    | 9:02,8 min  | Ursula Sauer SC Turbine Erfurt                                                    | 9:17,1 min  | Heike Kleffel SC Motor Jena                                                | 9:21,4 min  |
| 100 m Hürden | Johanna Klier SC Turbine Erfurt                                                | 12,91 s     | Gudrun Berend SC Chemie Halle                                                     | 12,98 s     | Annerose Fiedler SC Turbine Erfurt                                         | 13,12 s     |
| 400 m Hürden | Anita Weiß SC Neubrandenburg                                                   | 56,39 s     | Karin Roßley SC Cottbus                                                           | 56,78 s     | Ellen Neumann SC Dynamo Berlin                                             | 58,12 s     |
| 4 × 100 m    | SC Motor Jena Ingrid Auerswald Bärbel Eckert Birgit Rabe Marlies Göhr          | 43,31 s     | SC Turbine Erfurt Annerose Fiedler Johanna Klier Anneliese Hirsch Marion Böhmer   | 44,36 s     | SC Cottbus Kornelia Kuchling Margit Bartkowiak Regina Beyer Marion Lehmann | 45,36 s     |
| 4 × 400 m    | SC Dynamo Berlin Regine Sablitzki Bettina Buse Ellen Neumann Christina Brehmer | 3:31,09 min | SC Turbine Erfurt Hildegard Ullrich Rommy Schmidt Kerstin Cattus Anneliese Hirsch | 3:35,98 min | SC DHfK Leipzig Gabriele Peters Cornelia Friese Barbara Krug Bettina Popp  | 3:36,46 min |
| Hochsprung   | Jutta Kirst SC Dynamo Berlin                                                   | 1,92 m      | Andrea Reichstein SC DHfK Leipzig                                                 | 1,84 m      | Almut Berg SC Motor Jena                                                   | 1,84 m      |
| Weitsprung   | Angela Voigt SC Magdeburg                                                      | 6,61 m      | Brigitte Wujak SC Dynamo Berlin                                                   | 6,61 m      | Heidemarie Wycisk SC Chemie Halle                                          | 6,56 m      |
| Kugelstoßen  | Margitta Droese SC Motor Jena                                                  | 20,92 m     | Helma Knorscheidt SC Chemie Halle                                                 | 20,49 m     | Marianne Adam SC Dynamo Berlin                                             | 19,66 m     |
| Diskuswurf   | Evelin Jahl ASK Vorwärts Potsdam                                               | 66,02 m     | Margitta Droese SC Motor Jena                                                     | 63,52 m     | Sabine Engel SC Neubrandenburg                                             | 62,88 m     |
| Speerwurf    | Ruth Fuchs SC Motor Jena                                                       | 65,94 m     | Ute Richter SC Einheit Dresden                                                    | 63,62 m     | Petra Felke SC Motor Jena                                                  | 61,66 m     |

## Ausgelagerte Wettbewerbe
Wie üblich wurden aus zeitlichen oder organisatorischen Gründen verschiedene Wettbewerbe nicht im Rahmen der in Leipzig stattfindenden Hauptveranstaltung ausgetragen.
Terminkalender der ausgelagerten Wettbewerbe in chronologischer Reihenfolge:
- Crosslauf: im Volkspark von Wittenberg-Piesteritz, 5. März
- Marathonlauf: Boxberg, 24. Juni
- 20-km-Gehen: 2,5 km Rundkurs im Dresdener Park Großer Garten, 1. Juli
- Mehrkämpfe: im Heinz-Steyer-Stadion von Dresden, 9. bis 10. September – Männer: Zehnkampf / Frauen Fünfkampf
- 50-km-Gehen: im Rotehornpark von Magdeburg, 24. September

### Männer
| Disziplin                      | Gold                                | Gold        | Silber                                  | Silber      | Bronze                            | Bronze      |
| Marathon                       | Waldemar Cierpinski SC Chemie Halle | 2:14:57,4 h | Hans-Joachim Truppel SC Motor Jena      | 2:15:59,7 h | Jürgen Eberding SC Magdeburg      | 2:18:52,4 h |
| 20-km-Gehen                    | Roland Wieser SC Dynamo Berlin      | 1:24:35,9 h | Michael Bönke TSC Berlin                | 1:28:18,1 h | Lothar Nickel TSC Berlin          | 1:29:12,7 h |
| 50-km-Gehen                    | Roland Wieser SC Dynamo Berlin      | 4:07:39,7 h | Horst-Joachim Matern SC Dynamo Berlin   | 4:08:39,1 h | Werner Galina SC Dynamo Berlin    | 4:13:19,7 h |
| Zehnkampf                      | Rainer Pottel TSC Berlin            | 7873 Punkte | Dieter Krüger SC Magdeburg              | 7794 Punkte | Bernd Hamann SC Neubrandenburg    | 7585 Punkte |
| Crosslauf Mittelstrecke – 4 km | Werner Schildhauer SC Chemie Halle  | 11:19,0 min | Klaus-Peter Justus SC Motor Jena        | 11:24,4 min | Johannes Ehmcke SC Turbine Erfurt | 11:32,4 min |
| Crosslauf Langstrecke – 12 km  | Hans-Henning Bräutigam SC Cottbus   | 33:00,2 min | Karl-Heinz Leiteritz SC Einheit Dresden | 33:08,6 min | Holger Runge BSG MK Eisleben      | 33:14,8 min |

### Frauen
| Disziplin      | Gold                               | Gold        | Silber                        | Silber      | Bronze                          | Bronze      |
| Fünfkampf      | Petra Steinbrück SC Turbine Erfurt | 4265 Punkte | Sabine Möbius SC DHfK Leipzig | 4154 Punkte | Margit Ader SC Traktor Schwerin | 4136 Punkte |
| Crosslauf 3 km | Gabriele Lehmann SC Cottbus        | 8:54,6 min  | Ulrike Bruns SC Cottbus       | 8:54,8 min  | Doris Gluth SC Empor Rostock    | 9:50,6 min  |

## Medaillenspiegel

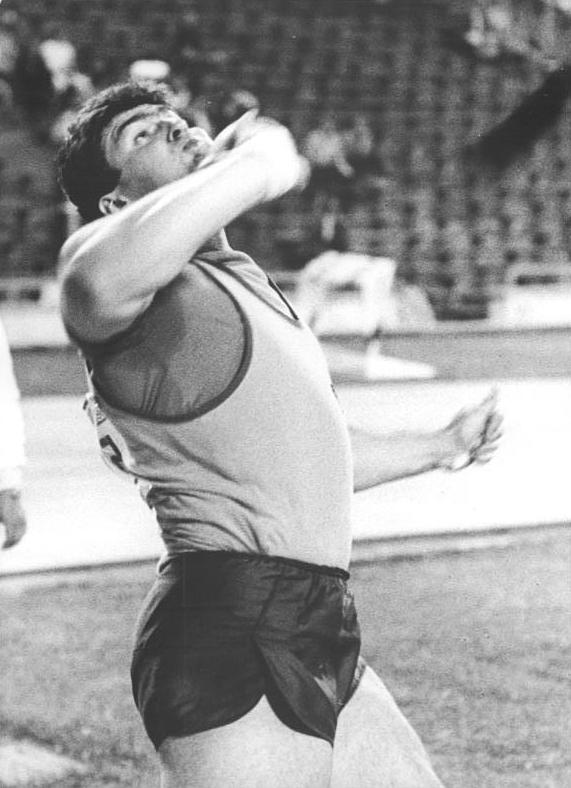
Udo Beyer mit neuer DDR-Rekordweite von 21,89 m.

Der Medaillenspiegel umfasst die Medaillengewinner und -gewinnerinnen aller Wettbewerbe.
| Platz | Verein | Verein               | Gold | Silber | Bronze | Gesamt |
| 01    |        | SC Motor Jena        | 6    | 5      | 7      | 18     |
| 02    |        | SC Dynamo Berlin     | 6    | 4      | 5      | 15     |
| 03    |        | ASK Vorwärts Potsdam | 5    | 3      | 5      | 13     |
| 04    |        | SC Chemie Halle      | 5    | 4      | 1      | 10     |
| 05    |        | SC Cottbus           | 4    | 4      | 3      | 11     |
| 06    |        | SC DHfK Leipzig      | 4    | 2      | 4      | 10     |
| 07    |        | TSC Berlin           | 3    | 3      | 3      | 09     |
| 08    |        | SC Turbine Erfurt    | 2    | 4      | 4      | 10     |
| 09    |        | SC Magdeburg         | 2    | 4      | 2      | 08     |
| 10    |        | SC Einheit Dresden   | 2    | 4      | 1      | 07     |
| 11    |        | SC Neubrandenburg    | 2    | 2      | 3      | 07     |
| 12    |        | SC Empor Rostock     | 1    | 1      | 1      | 03     |
| 13    |        | SC Traktor Schwerin  | 1    | –      | 1      | 02     |
| 14    |        | SC Karl-Marx-Stadt   | –    | 2      | 2      | 04     |
| 15    |        | HSG Uni Jena         | –    | 1      | –      | 01     |
| 16    |        | BSG MK Eisleben      | –    | –      | 1      | 01     |
|       | Total  | Total                | 43   | 43     | 43     | 129    |

## Randnotizen
Traditionell wurden im Rahmen der Meisterschaften erfolgreiche Athleten vergangener Jahre feierlich aus der Nationalmannschaft verabschiedet. Unter den 26 ehemaligen Aktiven befanden sich unter anderem Gunhild Hoffmeister, Christine Laser, Gabriele Hinzmann und Heinz-Joachim Rothenburg.